# Тбети (монастырь)
Тбети (груз. ტბეთი) — полуразрушенный грузинский монастырь, расположенный на правом берегу реки Имерхеви, в 2 км от центра Шавшата по дороге в Артвин (Турция), в центре деревни Тбети  (тур. Cevizli, Джевизли). Монастырь Тбети включал в себя несколько монастырских построек, из которых сегодня сохранились только руины главного храма.

## Название
Тбети сочетает в себя слово  «тба-» (груз. ტბა, «озеро») и географический суффикс «-ет» (груз. ეთი).

## История
Храм был построен в X веке эриставт-эриставом Ашотом Кухи. Он также назначил первого епископа Стефана Мтбевари. Монастырь Тбети был важным культурным и религиозным центром средневековой Грузии. Работающие здесь монахи создавали множество агиографических работ. Георгий Мерцчуле автор книг «Житие Григория Хандзтели» подробно описывает не только появление монастыря, но и социальную жизнь монашеских общин в регионе. В первой половине XI века церковь была перестроена и расширена в некоторых частях.

## Исследование
Самые ранние исследования монастыря связано с Георгия Казбеги (1840-1921), грузинского генерала на службе русской армии, который в 1873 году в рамках разведывательной миссии путешествовал по Тао-Кларджети, территория контролируемая Османской империи. Другая экспедиция 1879 года принадлежит грузинскому историку и археологу Дмитрию Бакрадзе (1826-1890). В 1888 году русский архитектор Андрей Михайлович Павлинов (1852–1898) посетил это место и опубликовал работу, содержащая план церкви и фотографии. В июне 1904 г. лингвист Николай Марр посетил Тбети. При более внимательном рассмотрении церкви, которая сохранилась в качестве мечети, он описал многие детали, которые исчезли на сегодняшний день. Около 1960 года Николь и Жан-Мишель Тьерри были первыми искусствоведами, которые предприняли исследовательские поездки в Кларджети, куда после Второй мировой войны практически никто не посещал. В 1973 и 1981 годах Вахтанг Джобадзе осмотрел Тбети. Здание всё ещё хорошо сохранялось до 1961 года, после чего вся западная часть храма рухнула, из-за действий регионального каймака.

## Галерея
- Фотографии Павлинова, 1888

Храм Тбети
Южный фасад
Восточный фасад
Северный фасад
Интерьер
Внутренний вид с юго-востока
Интерьер
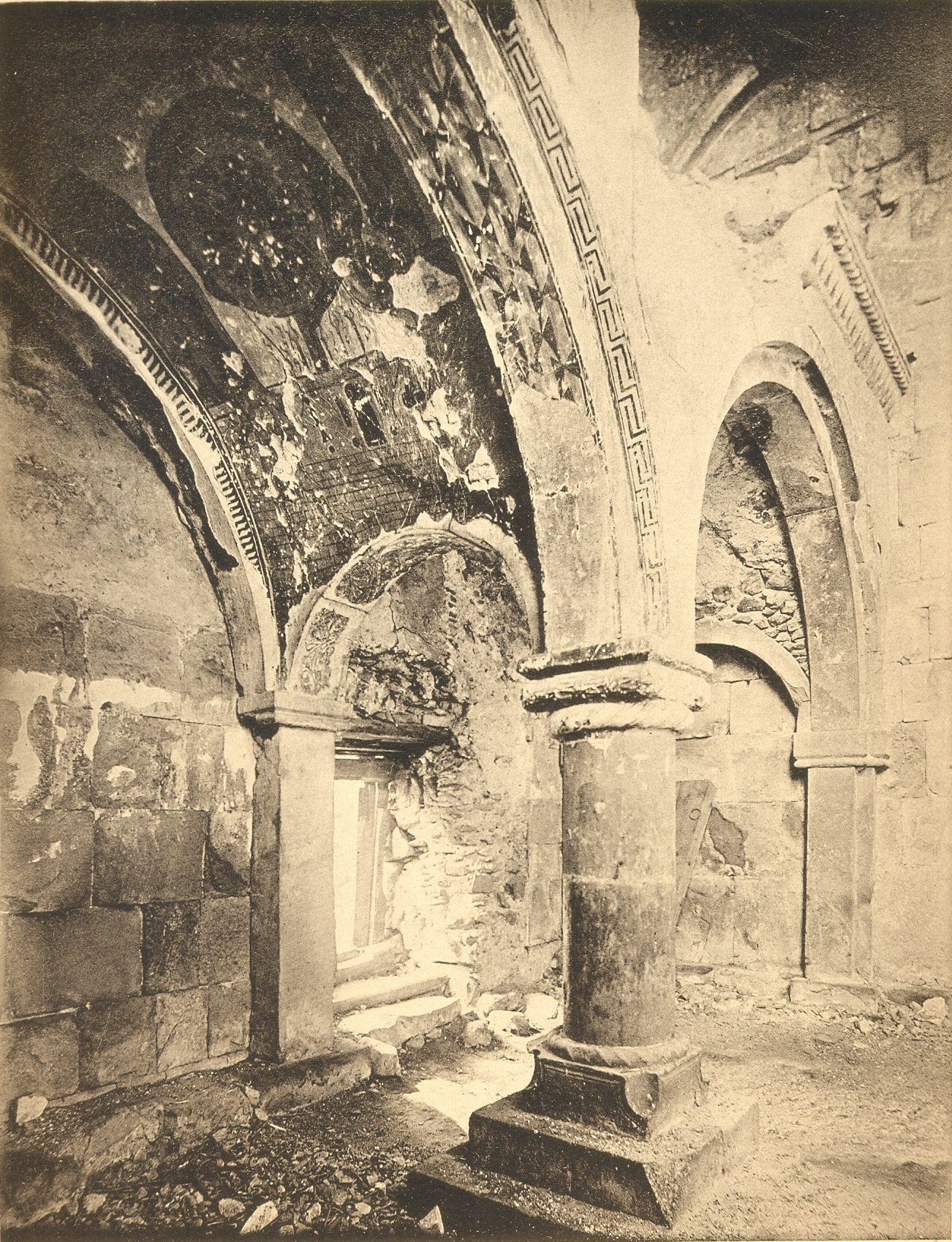
Внутренний вид на западном часте
Роспись алтаря храма
Колонна храма
Колонна храма
Окна южного фасада